# Prvoslav Ilić
Prvoslav Ilić (ur. 25 stycznia 1952) – jugosłowiański zapaśnik walczący przeważnie w stylu klasycznym. Olimpijczyk w Moskwy 1980, gdzie zajął piąte miejsce w kategorii plus 100 kg.
Szósty na mistrzostwach świata w 1977, 1978 i 1979. Wicemistrz Europy w 1982; trzeci w 1980. Triumfator igrzysk śródziemnomorskich w 1979; drugi w 1983; szósty w 1975 roku.